# Kleine chipmunk
De kleine chipmunk (Neotamias minimus)  is een zoogdier uit de familie van de eekhoorns (Sciuridae). De wetenschappelijke naam van de soort werd voor het eerst geldig gepubliceerd door Bachman in 1839.

## Voorkomen
De soort komt voor in Canada en de Verenigde Staten.